# 解珍
「兩頭蛇」解珍和弟弟「雙尾蠍」解寶是小说《水滸傳》中的人物，都是獵戶，登州人氏。

## 经历
在宋江二打祝家莊時，解氏兄弟在登州山上射了一隻老虎，不料老虎進了毛太公家後園，兄弟二人在取虎時被人綁了，下到死牢去。得到樂和的通風報信，他們的舅舅孫新與顧大嫂、孫立、邹润、邹渊等人劫牢救出了兩兄弟，一同投奔梁山去。解珍為步軍第九名頭領。
後來隨宋江攻打方臘烏龍嶺時，他和弟弟欲在晚上從小路上山，但解珍被南軍拋钩搭住头髻，拔刀砍断挠钩掉下百丈高崖身亡。

## 影視
- 1975年香港邵氏《荡寇志》：李维开
- 1983年山东版《水浒》：谷伟
- 1998年央视版《水浒传》：孔庆元
- 2009年电影《母大虫顾大嫂》：龔朝暉
- 2011年電視劇《水滸傳》：张梓宸